# ノズルヒーター
ノズルヒーターは、小さな筒状の物を加熱する電気ヒーターの総称で、おおむね高ワット密度の場合が多い。
また、その種類も多く、用途や使われる場所などによって様々な構造の物がある。
使用される場所で代表的な所は、樹脂やマグネシウムなど金属の射出成形機のノズル部分である。